# Porotrichum alopecurum
Porotrichum alopecurum là một loài rêu trong họ Neckeraceae. Loài này được (Hedw.) Dixon mô tả khoa học đầu tiên năm 1896.